# Allah
Az Allah (arabul: الله) arab eredetű szó, jelentése Isten. Az Allah kifejezést elsősorban az iszlám használja, de az arab anyanyelvű keresztények és zsidók is ezt a szót használják a bibliai Isten megjelölésére. De például a török muszlimok tanrı (ez a nálunk Tengriként ismert isten neve) néven említik az Allahon kívüli istenséget, illetve ez a szó jelöli az isten fogalmat.

## Etimológia
Az Allah szó etimológiailag az arab iláh (istenség, isten) szóból származik. Az iláh kifejezéshez az al határozott névelő csatlakozik. Így az Allah szó konkrét jelentése „az Isten”. A szó távolabbról a sémi lh – Istent, istenséget jelölő szógyökből ered (úgy mint a héber Eloah (אלוה), az arámi Elah vagy a szír Alaha szavak). A kifejezés végső soron az akkád Ilura vezethető vissza.

## Allah az iszlám előtti időszakban
Bár a köztudat az Allah kifejezést általában az iszlámhoz kapcsolja, a szó az iszlám előtti időszakban is a teremtő Istent, istenséget jelölte az Arab-félszigeten, a zsidók, keresztények, illetve a politeista arabság körében.
A politeista arab vallásban Allah, mint világot teremtő főisten szerepelt, mindazonáltal számos más istenséget és félistent tiszteltek. Ezek közül Hubal, illetve Allah lányai (al-Lát, al-Uzzá és Manát) voltak a legfontosabbak. Több zsidó-keresztény hagyományokból ismert személyt, így Ábrahámot, Izmaelt, Jézust és Máriát is tisztelték, és Mekkában bálványokat emeltek a tiszteletükre, számos további istenalak vezethető le Noé leszármazottainak nevéből.
A Korán, illetve a korai iszlám hagyomány, az arabságon belül említ egy mind a zsidó, mind a keresztény hagyománytól független, kizárólag Allahban hívő, monoteista közösséget, akiket hanifoknak nevez, illetve a Korán többször is úgy hivatkozik Allahra, mint akinek mindenhatósága a korabeli arab tradícióban is evidencia lenne.
Mindazonáltal Allah kereszténységen és zsidóságon kívüli monoteista felfogására utaló forrás a pre-iszlám időszakól a Koránon kívül nem áll rendelkezésre, ilyen módon kérdéses, hogy ténylegesen létezett-e ilyen közösség. (Bonyolítja a kérdést, hogy a Korán Ábrahámot is ilyen hanifnak tekinti)
Az Allah kifejezést használó keresztény források a 4-6. századtól állnak rendelkezésre.(Um al Jimal (IV_V. sz.), Zabad (528) és Harran (568) feliratok)

## Allah az iszlámban
Az iszlám vallás legfontosabb tétele az Allahban, az Egy Istenben való hit, és az Ő küldöttjében (prófétájában), Mohamedben(Shahada). Az iszlám világképében a világ minden jelensége, így az ember is Allahnak, és az Ő szolgálatának van alárendelve. E felfogásban Allah az egyetlen örökkévaló, állandó és a teremtő, az univerzum minden más materiális és transzcendens létezője pedig teremtett, kizárólagos feladatuk pedig Allah imádata, és szolgálata. A Korán 112. szúrája így fogalmazza meg az iszlám Istenképét:
Mondd, Egy az Isten, Isten az Örökkévaló. Nem nemzett és nem nemzetett, nincs hozzá hasonló.
Ebből következően az iszlám, illetve a Korán határozottan elutasítja és társításnak (sirk) tartja más alakok bármilyen formában istenként, (Isten megjelenéseként, megtestesüléseként, emanációjaként, félistenként stb.) történő tiszteletét. Ilyen módon a politeista hagyomány mellett elutasítja a kereszténység Jézus-képét is.

### Allah jellemzői
Az iszlám szerint mindennek van színe, alakja, térfogata, neme és kora, csak Allahnak nincs. Ugyanis Ő minden dolog teremtője, Ő az ég és a föld teremtője. Az iszlámban Allahnak kb. 99 neve van pl. A Bölcs, a Tudó, a Látó stb. melyek jellemzőire utalnak. Ő nemcsak mindennek teremtője, hanem fenntartója is, és minden az Ő akaratától függ. Allah száma: egy. Ugyanis rajta kívül nincs több isten, éppen ezért az iszlám elutasítja a teremtményekhez való imádkozást, így a politeizmust, és a kereszténység Jézus képét, annak Szentháromság-tanát. A Korán szerint minden ami az egekben és a földön van, az neki van alárendelve, így az ember is. Allah az iszlámban nem csak egy gondolat, hanem egy Élő Személyiség.
A Korán Istenről szóló részeinek tanulmányozásával a teológusok kigyűjtötték a legfontosabb tulajdonságait. Ezek:
- Isten mindent tud
- Mindent meg tud tenni
- Örökké él
- A Korán Isten örökkévaló szava
- Semmi nem marad rejtve Isten előtt

### Allah könyvei
Allahot nevezhetnénk írónak is, de ez istenkáromlás lenne a hit szeméből. Ugyanis Ő nem írt a szó szoros értelmében, hanem a prófétáinak mondta el a szavait. Allah beszél. A Koránban az alábbi könyveit tartalmazza:
- Ábrahám iratai
- Tóra
- Zsoltárok
- Evangélium
- Korán

Az iszlám szerint a Korán eltörölt minden előbbi Kinyilatkoztatást, melyek csak egy néphez, míg a Korán az emberiségnek küldetett. Éppen ezért az iszlám a Koránt tartja a legnagyobb, egyetlen változatlan formájában fennmaradt isteni kinyilatkoztatásnak.